# Turó de la Creu d'en Mabres
El Turó de la Creu d'en Mabres és una muntanya de 674 metres que es troba al municipi de Castellolí, a la comarca de l'Anoia.